# Grand Uproar
Grand Uproar (en español: Gran alboroto) es un corto de animación estadounidense de 1930, de la serie Talkartoons. Fue producido por los estudios Fleischer y distribuido por Paramount Pictures. Bimbo interpreta un corto eminentemente musical.

## Argumento
En el Teatro de la Ópera de la ciudad tiene lugar una representación, con gran afluencia de público. Al comienzo, una zoorquesta ejecuta la obertura de Caballería ligera, de Franz von Suppé.
En la función, Bimbo representa el papel de caballero y le canta una serenata ("The Gay Caballero") a una señorita que lo escucha entusiasmada desde su balcón mientras le acompaña a la guitarra y también canta.
El apoteósico final corre a cargo de un coro de ratones bailarines interpretando "Chi mi frena in tal momento", el famoso sexteto  de Lucia de Lammermoor, ópera de Gaetano Donizetti.

## Realización
Grand Uproar es la décima entrega de la serie Talkartoons y fue estrenada el 3 de octubre de 1930.